# Ciro Redondo
Ciro Redondo är en kommunhuvudort i Kuba.   Den ligger i provinsen Provincia de Ciego de Ávila, i den centrala delen av landet, 400 km öster om huvudstaden Havanna. Ciro Redondo ligger 40 meter över havet och antalet invånare är 29 560.
Terrängen runt Ciro Redondo är platt, och sluttar brant österut. Runt Ciro Redondo är det ganska glesbefolkat, med 45 invånare per kvadratkilometer. Närmaste större samhälle är Morón, 12,7 km nordost om Ciro Redondo. Trakten runt Ciro Redondo består till största delen av jordbruksmark.